# Protomocerus gregorii
Protomocerus gregorii là một loài bọ cánh cứng trong họ Cerambycidae.